# 现代临床医学
《现代临床医学》是有成都市医学信息所、成都医学会联合主办的医学类期刊。该刊创刊于1975年，创刊时名称为《成都医药通讯》，1980年更名为《成都医药》，2005年更名为《现代临床医学》。
该刊最初为不定期出版的内部刊物，1980年改为季刊（内部刊物）。2002年，经新闻出版总署批准公开出版，同时改为双月刊。